# Буджурова, Лиля Рустемовна
Лиля́ Русте́мовна Буджу́рова (крымскотат. Lilâ Rustem qızı Bucurova, Лиля Рустем къызы Буджурова, укр. Ліля Рустемівна Буджурова; род. 1 ноября 1958, Ангрен, Ташкентская область) — крымскотатарская поэтесса и журналистка. Заслуженный журналист Украины (2005).

## Биография
Родилась 1 ноября 1958 года в узбекском городе Ангрен. Окончила в 1979 году факультет филологии Ташкентского областного государственного педагогического института. В 1979—1991 годах работала там же преподавателем русской и зарубежной литературы.

### Творческая деятельность
В 1989 году опубликовала первый самиздатовский сборник «Некупленный билет», затем сборник «Когда мы вернёмся». В Крым переехала в 1991 году. С 1991 по 1997 год работала главным редактором крымскотатарской газеты «Авдет»: по её словам, была уволена за критику Мустафы Джемилева.
С 1991 по 2011 годы работала сначала редактором крымскотатарской редакции, затем ведущим редактором Гостелерадиокомпании «Крым». В разные годы вела здесь авторские программы «Ана-Юрт», «Опасная зона», «Главный редактор». C 2004 по 2014 год работала главным редактором газеты «Первая Крымская», с 1992 по 2009 год — корреспондентом телеканала «СТБ», с 1992 года и по сей день — корреспондент агентства «France Press». Публиковалась в интернет-газете «Украинская правда». Председатель Крымской ассоциации свободных журналистов с 1997 года.
С 2012 года — заместитель генерального директора по информационной политике телеканала ATR, автор политико-социального теле-шоу «Гравитация». Покинула эту должность в связи с закрытием телеканала 1 апреля 2015 года. С августа 2015 года — заместитель директора продакшн-студии «QaraDeniz production». Одна из организаторов ежегодного детского конкурса талантов «Сanlı ses». В 2016 году стала одним из учредителей общественного движения «Бизим балалар» (Наши дети) в поддержку детей крымских заключённых-мусульман.

### Политика
В 1991 году была избрана делегатом II Курултая крымскотатарского народа. Дважды избиралась в Меджлис крымскотатарского народа (член с 1991 по 1997 год), с 1994 по 1998 год — депутат Верховного Совета Автономной Республики Крым. 2 ноября 2015 года сообщила, что в её доме был проведён обыск в связи с заведённым уголовным делом в отношении Ленура Ислямова.

## Награды
- Лауреат премии Исмаила Гаспринского за два сборника самиздатовских стихов и серию публицистических статей (1992)
- Почётная грамота Совета министров АР Крым (2000; в составе авторского коллектива)[8]
- Лауреат премии имени Василия Стуса (2001)
- Заслуженный журналист Украины (2005)[2]
- Кавалер Ордена «За заслуги» III степени (2015)[9]
- Отличительный знак «Часы от Главы Республики Крым» (2015)[10]
- Премия «Высокие стандарты журналистики» (Украина, 2018) — в категории «За качественный региональный медийный проект», медиа — Crimean Tatars[11].